# KOSC Wijgmaal
Maillots
Actualités
Dernière mise à jour : 6 août 2018.
Le Koninklijke Olympia Sporting Club Wijgmaal est un club belge de football basé à Wijgmaal. Porteur du matricule 1349, le club joue en jaune et bleu. Le club évolue en Division 2 Amateur lors de la saison 2018-2019, pour ce qui est sa 37e saison en séries nationales.

## Évolution du niveau
Ce club a joué en:
- Division 3 (III): de 1967 à 1969, en 2012
- Promotion (IV): en 1966-1967 ; de 1969 à 1990 ; de 2006 à 2011.

## Historique
- 1926 : 01/11/1926, fondation de OLYMPIA SPORTING CLUB WIJGMAEL.
- 1928 : 21/11/1928, affiliation à l'Union Royale Belge des Sociétés de Football Association (URBSFA) sous l'appellation OLYMPIA SPORTING CLUB WIJGMAEL. Le club reçoit le matricule 1349.
- 1944 : 16/04/1944, fondation de SPORTKRING DELLE qui s'affilie à l'URBSFA le 14/11/1944. Ce club reçoit le numéro matricule 4151.
- 1966 : 21/04/1966, reconnu "Société Royale", OLYMPIA SPORTING CLUB WIJGMAEL (1349) prend le nom de KONINKLIJKE OLYMPIA SPORTING CLUB WIJGMAAL (1349) le 08/06/1966
- 1966 : mai 1966, KONINKLIJKE OLYMPIA SPORTING CLUB WIJGMAAL termine la première saison de son Histoire en séries nationales en remportant le titre qui lui permet de monter directement en Division 3 ! Le club y reste deux saisons avant de redescendre.
- 1986 : 01/07/1986, KONINKLIJKE OLYMPIA SPORTING CLUB WIJGMAAL (1349) absorbe le SPORTKRING DELLE (4151) pour former KONINKLIJKE OLYMPIA SPORTKRING CLUB WIJGMAAL (1349).

## Résultats dans les divisions nationales
Statistiques mises à jour le 26 mars 2020 (terme de la saison 2018-2019)

### Palmarès
- 1 fois champion de Belgique de Promotion en 1967.

### Bilan
| Niv | Divisions     | Jouées | Titres | TM Up | TM Down |
| --- | ------------- | ------ | ------ | ----- | ------- |
| I   | 1re nationale | 0      | 0      |       |         |
| II  | 2e nationale  | 0      | 0      |       |         |
| III | 3e nationale  | 3      | 0      |       |         |
| IV  | 4e nationale  | 34     | 1      | 4     |         |
| V   | 5e nationale  | 0      | 0      |       |         |
|     |               |        |        |       |         |
|     | TOTAUX        | 37     | 1      | 4     | 0       |

- TM Up : test-match pour départager des égalités, ou toutes formes de Barrages ou de Tour final pour une montée éventuelle.
- TM Down : test-match pour départager des égalités, ou toutes formes de Barrages ou de Tour final pour le maintien.

### Classements
| Ordre               | Saison  | Nom du club   | Niveau                         | Classement final | Remarques             |
| ------------------- | ------- | ------------- | ------------------------------ | ---------------- | --------------------- |
| 1                   | 1966-67 | KOSC Wijgmaal | Promotion série C              | 1er/16           | Champion et promu!    |
| 2                   | 1967-68 | KOSC Wijgmaal | Division 3 série A             | 13e/16           |                       |
| 3                   | 1968-69 | KOSC Wijgmaal | Division 3 série A             | 16e/16           | Relégué!              |
| 4                   | 1969-70 | KOSC Wijgmaal | Promotion série A              | 7e/16            |                       |
| 5                   | 1970-71 | KOSC Wijgmaal | Promotion série C              | 9e/16            |                       |
| 6                   | 1971-72 | KOSC Wijgmaal | Promotion série C              | 13e/16           |                       |
| 7                   | 1972-73 | KOSC Wijgmaal | Promotion série C              | 13e/16           |                       |
| 8                   | 1973-74 | KOSC Wijgmaal | Promotion série A              | 10e/16           |                       |
| 9                   | 1974-75 | KOSC Wijgmaal | Promotion série D              | 12e/16           |                       |
| 10                  | 1975-76 | KOSC Wijgmaal | Promotion série B              | 6e/16            |                       |
| 11                  | 1976-77 | KOSC Wijgmaal | Promotion série B              | 10e/16           |                       |
| 12                  | 1977-78 | KOSC Wijgmaal | Promotion série D              | 9e/16            |                       |
| 13                  | 1978-79 | KOSC Wijgmaal | Promotion série C              | 12e/16           |                       |
| 14                  | 1979-80 | KOSC Wijgmaal | Promotion série B              | 12e/16           |                       |
| 15                  | 1980-81 | KOSC Wijgmaal | Promotion série B              | 10e/16           |                       |
| 16                  | 1981-82 | KOSC Wijgmaal | Promotion série D              | 6e/16            |                       |
| 17                  | 1982-83 | KOSC Wijgmaal | Promotion série B              | 13e/16           |                       |
| 18                  | 1983-84 | KOSC Wijgmaal | Promotion série B              | 12e/16           |                       |
| 19                  | 1984-85 | KOSC Wijgmaal | Promotion série B              | 6e/16            |                       |
| 20                  | 1985-86 | KOSC Wijgmaal | Promotion série C              | 6e/16            |                       |
| 21                  | 1986-87 | KOSC Wijgmaal | Promotion série C              | 10e/16           |                       |
| 22                  | 1987-88 | KOSC Wijgmaal | Promotion série C              | 6e/16            |                       |
| 23                  | 1988-89 | KOSC Wijgmaal | Promotion série B              | 8e/16            |                       |
| 24                  | 1989-90 | KOSC Wijgmaal | Promotion série B              | 14e/16           | Relégué!              |
| séries provinciales |         |               |                                |                  |                       |
| 25                  | 2006-07 | KOSC Wijgmaal | Promotion série B              | 11e/16           |                       |
| 26                  | 2007-08 | KOSC Wijgmaal | Promotion série B              | 11e/16           |                       |
| 27                  | 2008-09 | KOSC Wijgmaal | Promotion série C              | 7e/16            |                       |
| 28                  | 2009-10 | KOSC Wijgmaal | Promotion série B              | 4e/16            | Tour final!           |
| 29                  | 2010-11 | KOSC Wijgmaal | Promotion série B              | 3e/16            | Promu via tour final! |
| 30                  | 2011-12 | KOSC Wijgmaal | Division 3 série B             | 17e/18           | Relégué!              |
| 31                  | 2012-13 | KOSC Wijgmaal | Promotion série B              | 2e/15            | Tour final!           |
| 32                  | 2013-14 | KOSC Wijgmaal | Promotion série B              | 4e/16            |                       |
| 33                  | 2014-15 | KOSC Wijgmaal | Promotion série B              | 6e/16            | Tour final!           |
| 34                  | 2015-16 | KOSC Wijgmaal | Promotion série C              | 2e/16            | Promu!                |
| 35                  | 2016-17 | KOSC Wijgmaal | Division 2 Amateur VFV série B | 5e/16            |                       |
| 36                  | 2017-18 | KOSC Wijgmaal | Division 2 Amateur VFV série B | 4e/16            |                       |
| 37                  | 2018-19 | KOSC Wijgmaal | Division 2 Amateur VFV série A | 5e/16            | Tour final!           |
| 38                  | 2019-20 | KOSC Wijgmaal | Division 2 Amateur VFV série B | .../16           |                       |